# Kresge College

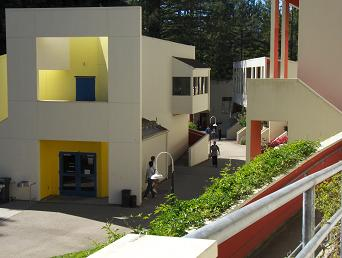
Foto

Kresge College es una de las residencias de estudiantes del Campus de Santa Cruz de la Universidad de California, Estados Unidos. Esta residencia está localizada en el oeste del campus y es una de los seis complejos residenciales para estudiantes del Campus de Santa Cruz. Kresge College fue diseñada por el arquitecto Charles Willard Moore en 1969 y construida entre 1972 y 1974. 
Esta obra recoge muchas ideas y formas de hacer arquitectura de este arquitecto. El complejo está formado por edificios colocados irregularmente formando un pequeño "pueblo" compuesto por bloques con habitaciones y edificios que sirven para otras funciones. Esta es una obra representativa de Cahres W. Moore y una de las más importantes de la segunda mitad del siglo XX. Destacan las dobles fachadas que tienen muchos edificios y los Super Graphics que hay en algunos de ellos. La gran funcionalidad del complejo hace que se cumpla la intención de Moore de que los alumnos disfruten su estancia.

## Datos arquitectónicos

### Proyecto
La residencia de estudiantes Kresge Collage está situada en el Campus de Santa Cruz de la Universidad de California. Se ubica en una zona boscosa con una evidente pendiente y cerca de la costa. El proyecto le fue asignado al ya famoso arquitecto californiano Charles W. Moore en 1969, la construcción del complejo comenzó en 1972 y terminó en 1974. En este proyecto, el arquitecto quiso que los estudiantes pasasen los mejores años de su vida, y para ello debía hacer una residencia acorde a las necesidades y deseos de sus ocupantes. Por eso, varios profesores de sociología hicieron previamente al proyecto una encuesta para ver qué quieren los alumnos. Moore diseñó un pequeño pueblo modélico no copiado de ninguna parte, con todas las características de un pueblo soñado. Ésta es un ejemplo de la arquitectura de ficción. 

### Datos generales
La residencia puede acoger a 350 personas y se puede ampliar esta cantidad a 500. Los bloques que conforman este “pueblo” se organizan de manera irregular en el plano (sin ejes ni líneas de fachada) y se organizan en torno a una calle principal con un trazado sinuoso escogido para alargar el trayecto. En el complejo hay una serie de variados pabellones con habitaciones, tiendas, la casa del médico, una farmacia y nueve monumentos banales que sirven de hitos visuales. Todas las fachadas del “pueblo” que miran al interior del mismo están pintadas de color blanco, y el resto de color marrón. En algunas fachadas hay también Súper Graphics de colores cálidos. Esta distinción de colores caracteriza a la calle principal como un recinto interior. 
En la entrada al complejo hay una plaza en la que está la oficina de correos, una fuente y el primer bloque de residencias. Desde esta plaza sale la calle principal, en el centro de ésta hay una segunda plaza, y al final otra que tiene un mirador. A las calles del “pueblo” solo pueden acceder peatones y motoristas. Hay un total de once pabellones para alumnos y entre ellos hay cinco tipos. Del mismo tamaño es la casa del director, las de los profesores y las de los profesores invitados. No hizo distinción de tamaño entre las residencias de alumnos y profesores para no dar jerarquización en el complejo, idea que encaja muy bien en el ideario hippie. 

### Bloques de habitaciones y "monumentos banales"
La segunda fase del proyecto consistió en escoger los monumentos banales, es decir, todo aquello que no sean dormitorios. Estos sirven para ser mirados y para orientarse, es por eso por lo que son banales. En total hay nueve monumentos, los cuales son los siguientes: el arco de la entrada, dos cabinas de teléfono, el rostrum, una plaza-mirador, el club de estudiantes, la oficina de correos y el arco de la biblioteca. 
El arco de la entrada está penado como un “arco triunfal” que se sitúa en la entrada de la residencia. Tiene dos huecos con forma de rectángulo, una gran altura y distintas proporciones, y está constituido por un muro sencillo. Da a la plaza de la entrada, en la que hay una fuente, las casas de profesores y el director, y la oficina de correos. En la plaza hay una pequeña salida, situada entre el arco de entrada y las casas del director y profesores, con una escalera muy parecida a la “escalera de campo” del Ayuntamiento de Säynätsalo ya que la silueta de los escalones es muy similar, las tabicas son de madera y las huellas de tierra. En el lado opuesto de la plaza hay varias oficinas y el edificio de correos, el cual tiene tres plantas y unos Super Graphics rojos en su fachada que sirven de señal. La fuente que está en la plaza se sitúa en el centro de la misma y el recorrido del agua termina con una forma de espiral poligonalizada. Además de tener un curioso diseño, es funcional porque recoge las aguas residuales que bajan de la calle principal. 
Avanzando por la calle principal nos encontramos con el primer pabellón con habitaciones para estudiantes. Este edificio tiene una escala falsa ya en él hay un zócalo con la altura de una planta, y una fachada con balcones de dos alturas. Cada uno de éstos tiene una forma diferente y se conforman con un hueco que hay en la fachada exterior de las dos que hay. Existen escaleras exteriores de acceso con poca separación entre ellas para personalizar las habitaciones. La cara de la fachada exterior que mira al interior del edificio está pintada de un color cálido, al igual que las puertas de acceso situadas en la blanca fachada interior. Cada una de las puertas tiene un color personalizado y el número de la habitación a la que corresponde está pintado en grande para que esté caracterizada. El segundo bloque con habitaciones es parecido al primero y está situado a continuación de éste haciendo un quiebro que describe el giro de la calle principal. Un modelo de distribución interior de estos bloques es el que tiene dos dormitorios para cuatro personas en un piso, y una gran sala de estar en el otro. Hay bloques con agrupaciones de cuatro personas en cuatro dormitorios y existen edículos en algunas habitaciones. El tercer bloque es un homenaje a Le Corbusier porque está retirado de la calle y al interior se accede por una larga rampa con varios tiros. 
La lavandería es otro de los nueve monumentos banales y está situada en la plaza donde está el rostrum. Tiene una fachada exterior separada de los límites del edificio con un desarrollo enorme tanto por la parte superior como las laterales. Esta fachada está unida a la interior con unos muros de arriostramiento, se adapta a la forma de la plaza, y tiene dos huecos de gran tamaño y de forma rectangular, uno de ellos limitando con el suelo. El rostrum (en inglés significa tribuna) es el nombre del cuarto de basuras, un lugar especialmente concurrido por los estudiantes. Es por ello por lo que hay un tablón de anuncios y una tribuna en la que la gente habla. Detrás de ésta está el cuarto de basuras propiamente dicho. En la plaza donde están estos dos monumentos hay un edificio con teléfonos públicos. En su fachada principal y sobre la entrada hay un Super Graphics de un arco iris, lo cual sirve de señal. Estos teléfonos abastecen a los residentes de la zona baja de la residencia. 
En el lugar donde la calle principal hace un giro de 90° está el arco de la biblioteca, una estructura que atraviesa la calle y que se une al edificio de la biblioteca. Este arco tiene dos huecos cuadrados, pequeños y superiores, y otros dos mucho mayores que limitan con el suelo. Uno de estos dos últimos huecos tiene una forma quebrada en una de sus esquinas, lo que evidencia que no trabaja. Tanto los arcos como las fachadas del Kresge College están hechos con paneles de sándwich. El edificio con teléfonos públicos que abastece a la zona alta del complejo tiene dos salientes superiores en su fachada, a modo de orejas. Entre estas dos está la entrada a la habitación donde están los teléfonos. 
Al final de la calle principal hay una plaza con un mirador que asoma sobre el bosque. En este lugar hay unas escaleras exteriores que bajan al exterior de la residencia, al propio bosque. En la plaza está el Club de Estudiantes, el último de los nueve monumentos banales. Se le conoce como “la Rotonda” por su silueta exterior de círculo. La parte central de este edificio está abierta a modo de patio interior, lo cual es visible desde el exterior gracias a los huecos de la fachada que permiten ver que no hay techo.